# Closterus gibbicollis
Closterus gibbicollis là một loài bọ cánh cứng trong họ Cerambycidae.